# Hermann Kraemer (Tierzüchter)
Hermann Kraemer (* 17. August 1872 in Zürich; † 11. Juni 1940 in Bad Nauheim) war ein Schweizer Tierzuchtkundler.
Der Sohn des Agrarwissenschaftlers Adolf Kraemer studierte an der Universität Zürich und der Universität Gießen zunächst Rechts- und später Naturwissenschaften. Seit 1891 gehörte er der Burschenschaft Teutonia Zürich an. Im Wintersemester 1891/1892 wurde er Mitglied der Landsmannschaft Darmstadtia.
Nach landwirtschaftlicher Lehrzeit auf Gütern von Heil in Tückelhausen und Wilhelm Rimpau in Schlanstedt, Studium, Diplomprüfung und Promotion an der Universität Zürich habilitierte sich Kraemer 1901 in Bonn und folgte bald darauf einem Ruf an die Universität Bern. Nachdem er 1908 die Geschäftsführung der Deutschen Gesellschaft für Züchtungskunde in Berlin übernommen hatte, wurde er Dozent an der Tierärztlichen Hochschule Berlin.
1909 erhielt Kraemer ein Ordinariat für Tierzucht in Hohenheim und 1921 eines in Gießen. Dort lehrte er bis zu seiner Emeritierung 1934.

## Veröffentlichungen
- Die Haustierfunde von Vindonissa mit Ausblicken in die Rassengeschichte des classischen Altertums. Diss. Phil. Fak. Zürich 1899. Zugl. in Revue Suisse de Zoologie, 7, 1899, S. 144–272
- Betrachtungen zur Rassengeschichte der Haustiere, Hosang, Hannover 1921
- Allgemeine Tierzucht, Band I, Ulmer, Stuttgart 1924